# Marianne Timmer
Marianne Timmer (n. 3 octombrie 1974, Hoogezand-Sappemeer, Groningen, Țările de Jos) este o sportivă ce a reprezentat Regatul Țărilor de Jos, medaliată olimpică. A participat la 3 ediții ale Jocurilor Olimpice (1998, 2002, 2006) în care a câștigat 3 medalii de aur.